# Jordan Galland
Jordan Galland (Farmington, 1980) è un regista, musicista e scrittore statunitense.

## Biografia
Galland ha vissuto a New York da quando aveva cinque anni. A tredici ha scritto la sua prima opera F.A.M.I.L.Y., che è stata finalista al Young Playwrights Competition.
A diciotto anni, mentre frequentava la scuola Dalton, Galland suonava nella rock band "Dopo Yume" con cui si è esibito insieme a Cibo Matto, Rufus Wainright e Phantom Planet.
Si è poi laureato alla New York University nel 2002, dove ha studiato cinema, animazione e mitologia.

### Cinema
Il cortometraggio indipendente Smile for the Camera (co-scritto con Sean Lennon) è il debutto alla regia di Galland e il suo secondo progetto.
Galland sta lavorando dal 1998 a un adattamento per il cinema del libro di Ryu Murakami Coin Locker Babies con il regista Michele Civetta, Sean Lennon, e Peter Klien.
Una sua canzone fa parte della colonna sonora del film 21 (Domino - Tropical Moonlight).

## Filmografia

### Compositore
- 21, regia di Robert Luketic - canzone Tropical Moonlight (2008)
- Life of Crime, regia di Daniel Schechter - canzoni X Marks The Spot e Hearts on Ice (2013)

### Regista, sceneggiatore e produttore
- Smile for the Camera - cortometraggio (2005)
- Green Umbrella - cortometraggio (2005)
- Rosencrantz and Guildenstern Are Undead (2007)
- Alter Egos (2012)
- Ava's Possessions (2015)

## Influenze musicali

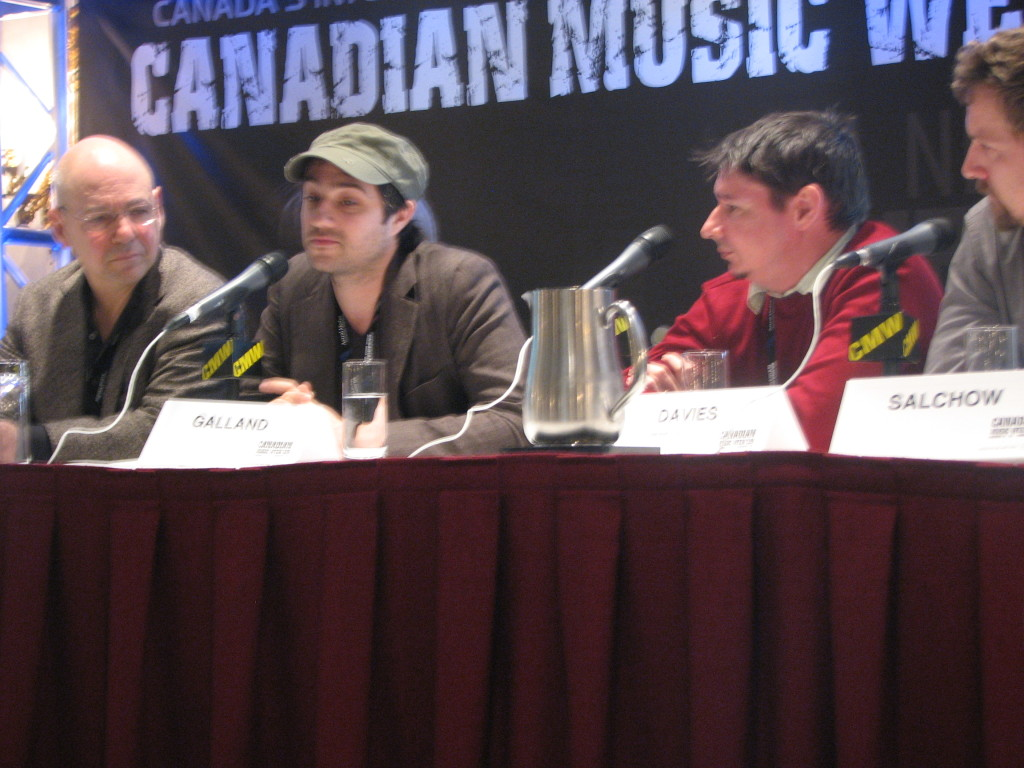
Jordan Galland al Canada Music Week, 2009

The Pixies, Serge Gainsbourg, David Bowie